# Cribrilaria cassidainsis
Cribrilaria cassidainsis is een uitgestorven mosdiertjessoort uit de familie van de Cribrilinidae. De wetenschappelijke naam van de soort is voor het eerst geldig gepubliceerd in 1984 door Harmelin.